# Boerdam
Boerdam is een gehucht in de gemeente Eemsdelta  in de provincie Groningen. Het ligt direct onder Middelstum aan het Westerwijtwerdermaar.
Tussen Boerdam en Fraamklap stond vroeger de steenfabriek Boerdam, die in de 19e of begin 20e eeuw in gebruik werd genomen. In 1978 werd ernaast de steenfabriek Fraamklap gebouwd. Beide fabrieken vormden een belangrijke werkgever voor het dorp Middelstum en omgeving. De fabriek Fraamklap was eind jaren 1970 de modernste fabriek in Nederland. De V.S.G had in de goede jaren fabrieken staan in Winneweer, Scheemda, Zuidwolde, Feerwerd en tot 1926 de steenfabriek in Bedum. De fabriek Boerdam stond erom bekend de beste buizenfabiek van Europa te zijn en daarom was de V.S.G ook de grootste producent van gebakken buis in Europa. De fabrieken werden in 1982 gesloten vanwege de slechte marktomstandigheden, vervolgens opgekocht door een andere steenfabriek om te voorkomen dat deze weer in gebruik geworden zou worden genomen en uiteindelijk in 1985 ontmanteld. De machines van de fabriek Fraamklap werden opgekocht door een producent uit België. Deze machines worden tot op de dag van vandaag nog gebruikt in een van de steenfabrieken van de koper. De gemeente probeert dit terrein als bedrijventerrein te ontwikkelen. Aan de noordzijde van het Westerwijtwerdermaar wordt Boerdam omzoomd door een bosstrook, het bos Boerdam-Fraamklap, langs het water.
Groningen: Steden en dorpen      Nederland: Provincies · Gemeenten